# تاکشی میزوچی
تاکشی میزوچی (انگلیسی: Takeshi Mizuuchi؛ زادهٔ ۱۹ نوامبر ۱۹۷۲) بازیکن فوتبال اهل ژاپن است.
از باشگاه‌هایی که در آن بازی کرده‌است می‌توان به باشگاه فوتبال اوراوا رد دیاموندز اشاره کرد.